# Mathilde Vaerting
Maria Johanna Mathilde Vaerting (* 10. Januar 1884 in Messingen; † 6. Mai 1977 in Schönau im Schwarzwald) war eine deutsche Pädagogin und Soziologin. Sie wurde 1923 erste Ordinaria für Pädagogik an der Universität Jena und war die erste ordentliche Professorin an einer deutschen Universität.

## Leben
Mathilde Vaerting wurde als fünftes von zehn Kindern wohlhabender, katholischer Landwirte in Messingen geboren. Nach einer häuslichen Ausbildung besuchte sie drei Jahre lang die Höhere Mädchenschule in Mülhausen bei Grefrath und legte 1903 in Münster die Lehrerinnenprüfung ab. Ab dem 1. April 1903 arbeitete sie als Lehrerin und holte 1907 als Externe in Wetzlar die Reifeprüfung nach.
Von 1907 bis 1911 studierte sie an den Universitäten von Bonn (dort zusammen mit ihrer älteren Schwester Marie), München, Marburg und Gießen die Fächer Mathematik, Physik, Chemie und Philosophie. In Münster erfolgte 1910 die Oberlehrerinnenprüfung in Mathematik, Physik und Chemie. Sie wurde am 1. März 1911 in Bonn promoviert. Der Titel ihrer Dissertation bei Professor Adolf Dyroff lautete „Otto Willmanns und Benno Erdmanns Apperceptionsbegriff im Vergleich zu dem von Herbart“. In ihrer wissenschaftlichen Arbeit verglich die Promovendin die verschiedenen Ausprägungen des Apperzeptionsbegriffs und prüfte seine Eignung für die Erklärung psychischer Prozesse beim Lernen.
Ab 1913 unterrichtete sie als Oberlehrerin in Berlin-Neukölln am Städtischen Oberlyzeum für Mädchen, dem heutigen Albert-Schweitzer-Gymnasium, Mathematik, Physik und Chemie. Zusätzlich zu Lehrtätigkeit und pädagogischer Forschung bildete sie sich im medizinischen Bereich weiter, indem sie einige Semester Medizin studierte.
Mathilde Vaerting, deren 1919 an der Berliner Universität eingereichte Habilitationsschrift „Neubegründung der vergleichenden Psychologie der Geschlechter“ abgelehnt worden war, wurde am 1. Oktober 1923 im Zuge der Greilschen Schulreform als nichthabilitierte Akademikerin zum „ordentlichen Professor für Pädagogik“ in Jena ernannt. Nach Margarete von Wrangell war sie in Deutschland die zweite Frau, die einen Lehrstuhl erhielt, und die erste an einer traditionellen Volluniversität.
Mathilde Vaertings Berufung durch den sozialdemokratischen thüringischen Volksbildungsminister Max Greil, entgegen der akademischen Freiheit der Universität und gegen den Willen der entsprechenden Fakultäten, hatte zur Folge, dass sie über die gesamte Zeit ihrer Lehrtätigkeit in Jena als „Zwangsprofessorin“ betrachtet wurde, die mit allen Mitteln bekämpft wurde. Einer ihrer schärfsten Widersacher war Ludwig Plate, der 1930 eine Schmähschrift gegen Vaerting mit dem Titel „Feminismus unter dem Deckmantel der Wissenschaft“ veröffentlichte.
Nach der Machtergreifung durch die Nationalsozialisten und sofort nach der Verabschiedung des Gesetzes zur Wiederherstellung des Berufsbeamtentums vom 7. April 1933 erfolgte in Jena die erste „Säuberung des Lehrkörpers“ durch das nunmehr nationalsozialistisch besetzte thüringische Volksbildungsministerium. Mathilde Vaerting war eine von 18 politisch und rassisch unliebsamen Jenenser Professoren, Dozenten und Assistenten, die vom Hochschuldienst ausgeschlossen, zwangspensioniert oder mit anderen Restriktionen belastet wurden.
Danach zog sich die erste Ordinaria für Pädagogik der Universität Jena während der NS-Diktatur ins Privatleben zurück. Um zu gewährleisten, dass sie ihre Forschungen nicht fortführen konnte und um die Verbreitung ihrer Ideen in Deutschland zu unterbinden, erteilte die Regierung ihr ein Publikations- und Ausreiseverbot, so dass sie einen Ruf in die Niederlande beziehungsweise in die USA nicht annehmen konnte. Eine Genehmigung zur Ausübung der Heilkunde wurde ihr ebenfalls nicht erteilt. Sie wohnte in Berlin-Wilmersdorf und zog, nachdem sie gegen Kriegsende ausgebombt wurde, nach Darmstadt-Eberstadt.

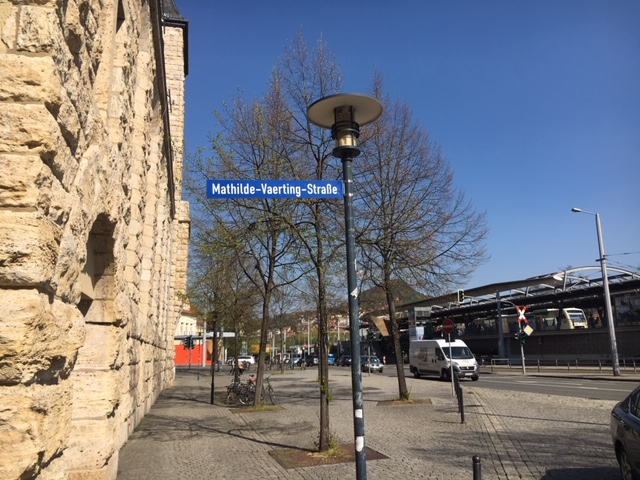
Mathilde-Vaerting-Straße in Jena

Als sich nach 1945 die Pädagogik neu gestaltete, erinnerte man sich nicht an sie. Ihre Bewerbungen an diversen Hochschulen blieben unberücksichtigt. Vaerting wandte sich daraufhin der Staatssoziologie zu. Gemeinsam mit dem Pädagogen Edwin Elmerich gründete sie das Internationale Institut für Politik und Staatssoziologie, welches jedoch nicht lange bestand. Sie war ferner eine Herausgeberin der Zeitschrift für Staatssoziologie (1953–1971). Ihr Institut und ihre Fachzeitschrift waren seinerzeit eine Plattform, von der aus das politische, gesellschaftliche und wirtschaftliche Zeitgeschehen kritisch kommentiert und analysiert wurde.
Ihr letzter Wohnsitz war Freiburg i. Br. Sie verstarb am 6. Mai 1977 in Schönau im Schwarzwald. Der umfangreiche Nachlass befindet sich im Universitätsarchiv Bielefeld.

## Positionen
Im Jahr 1913 wurde ihre provokative pädagogische Arbeit „Die Vernichtung der Intelligenz durch Gedächtnisarbeit“ veröffentlicht. Darin klagte sie die Schule an, durch Gedächtniszwang die Produktivität und Selbstständigkeit der Schüler zu verhindern. Immer wieder stellte sie in ihren Veröffentlichungen die tradierten Lehr- und Lernmethoden in Frage und forderte den Abbau von Herrschaft in schulischen Bezügen und die Gleichberechtigung zwischen den am Lernprozess beteiligten Gruppen.
Einer ihrer weiteren Forschungsschwerpunkte war Lernen und Begabung. Diesbezüglich lehnte sie einen statischen Begabungsbegriff ebenso ab wie die Behauptung geschlechtsspezifischer Begabung. Sie vertrat die Ansicht: „Jede Berücksichtigung des Geschlechts bedeutet Verkürzung des Individuums.“ Ferner befasste sich Mathilde Vaerting intensiv mit Fragen zum Geschlechterverhältnis. Sie führte die sichtbaren Unterschiede von Frauen und Männern auf deren geschichtlich bedingte soziale Stellung zurück. Demzufolge definiert die gesellschaftlich vermittelte Geschlechterhierarchie das Verhalten von Männern und Frauen und nicht etwa eine angeborene Verschiedenheit der Geschlechter.
1929 plädierte Vaerting in der renommierten Vossischen Zeitung dafür, der Pazifistin Helene Stöcker den Friedensnobelpreis zu verleihen.

## Ehrungen
In Berlin, Jena und Lingen wurden Straßen nach ihr benannt.
Am 1. März 2019 wurde vom Landesfrauenrat Niedersachsen in Messingen der frauenORT Mathilde Vaerting eröffnet.

## Schriften (Auswahl)
- Otto Williams und Benno Erdmanns Apperceptionsbegriff im Vergleich zu dem von Herbart. Ludwig, Bonn 1911 (Bonn, Univ., Philos. Fak., Diss., 1911).
- Die Vernichtung der Intelligenz durch Gedächtnisarbeit. Reinhardt, München 1913.
- Das günstigste elterliche Zeugungsalter für die geistigen Fähigkeiten der Nachkommen. Kabitzsch, Würzburg 1913.
- Mutterpflichten gegen die Ungeborenen: Eine Mahnung zur Bevölkerungserneuerung nach dem Kriege. Concordia, Berlin 1915.
- Wie ersetzt Deutschland am schnellsten die Kriegsverluste durch gesunden Nachwuchs? Verlag der Aerztlichen Rundschau Otto Gmelin, München 1916 (Der Arzt als Erzieher; 38).
- Der Männermangel nach dem Kriege: seine Gefahren und seine Bekämpfung. Verlag der Aerztlichen Rundschau Otto Gmelin, München 1917 (Der Arzt als Erzieher; 40).
- Die musikalische Veranlagung des Weibes. In: Albert Moll (Hrsg.): Zeitschrift für Psychotherapie und medizinische Psychologie. 1917.[9]
- Ängstlichkeit oder Vorsicht? In: Frauenbildung, Jg. 16 (1917), Heft 11/12, S. 303–307.
- Die fremden Sprachen in der neuen deutschen Schule. Klinkhardt, Leipzig 1920.
- Neue Wege im mathematischen Unterricht, zugleich eine Anleitung zur Förderung und Auslese mathematischer und technischer Begabungen (= Die Lebensschule – Schriftenfolge des Bundes Entschiedener Schulreformer Heft 6). Schwetschke, Berlin 1921 (online dnb).
- Die Neubegründung der Psychologie von Mann und Weib. Band 1: Die weibliche Eigenart im Männerstaat und die männliche Eigenart im Frauenstaat.  Band 2: Wahrheit und Irrtum in der Geschlechterpsychologie, Karlsruhe 1921 u. 1923. Band 1 bei archive.org, englische Übersetzung von Band 1 (Mathilde und Mathias Vaerting): The Dominant Sex, online bei archive.org.
- Physiologische Ursachen geistiger Höchstleistungen bei Mann und Weib. Marcus & Weber, Bonn 1922 (Abhandlungen aus dem Gebiete der Sexualforschung; 4,1).
- zusammen mit Mathias Vaerting: The dominant sex: a study in the sociology of sex differentiation. Allen & Unwin 1923.
- Soziologie und Psychologie der Macht. Berlin-Friedenau, Pfeiffer
  - Bd. 1: Die Macht der Massen, 1928
  - Bd. 2: Die Macht der Massen in der Erziehung 1929.

- Lehrer und Schüler. Ihr gegenseitiges Verhalten als Grundlage der Charaktererziehung. Barth, Leipzig 1931.
- Die heutige Rolle der Virginität im Seelenleben des jungen Mädchens. In: Der Querschnitt, Bd. 12 (1932), Heft 4, S. 246–249 (Digitalisat).